# Nico Drost
Nicolaas (Nico) Drost (Rhenen, 19 juli 1980) is een Nederlands voormalig politicus namens de ChristenUnie.

## Levensloop
Drost studeerde technische bedrijfskunde op het hbo en studeerde voor een deel theologie.
Drost was namens de ChristenUnie van 2010 tot 2019 voor de gemeenteraadslid en fractievoorzitter in Rhenen. Bij de Tweede Kamerverkiezingen van 2017 stond hij op de negende plaats van de kandidatenlijst, wat niet voldoende was om gekozen te worden. Op 26 maart 2019 werd hij alsnog geïnstalleerd als Tweede Kamerlid in de tijdelijke vacature die ontstond doordat Stieneke van der Graaf tot 16 juli 2019 met zwangerschapsverlof ging. De kandidaten voor hem, Don Ceder en Hermen Vreugdenhil, gaven de voorkeur aan het fractievoorzitterschap in de gemeenteraad van Amsterdam respectievelijk de Provinciale Staten in Noord-Brabant.
Drost keerde in oktober 2019 terug in Rhenen als gemeenteraadslid en fractievoorzitter namens de ChristenUnie. Daarnaast is hij ondernemer en was hij campagneleider van de ChristenUnie voor de Tweede Kamerverkiezingen van 2021. Zelf stond hij op de achtste plaats van de kandidatenlijst voor de Tweede Kamerverkiezingen van 2021. Hij kwam op 25 januari 2023 in de Tweede Kamer, nadat Gert-Jan Segers de Kamer verliet en Eppo Bruins voor hem besloot de zetel niet in te nemen.
Op 5 december 2023 werd hij bij zijn afscheid van de Tweede kamer benoemd tot Ridder in de Orde van Oranje-Nassau.
- Parlement.com: vka1ihnp4pln